# Hasardeur
Ein Hasardeur ist ein Mensch, der unkalkulierbare hohe Risiken eingeht und dabei seine Sicherheit weniger eigener Einsicht und eigenem Können als einem wohlgesinnten Schicksal überantwortet. Er sieht über sachliche Analysen der realen Gefahrenlage und Überlegungen zu den Folgen seines Tuns hinweg und spielt damit leichtsinnig mit seinem und anderer Menschen Leben bzw. Hab und Gut.

## Begriffsherkunft
Der Ausdruck Hasard (französisch [jeu de] hasard) leitet sich ab von altfranzösisch hasart für „Würfelspiel“, welches sich von arabisch yasara für „würfeln“ ableitet. Bereits im 14. Jahrhundert wurde von Geoffrey Chaucer in den Canterbury Tales ein altenglisches Spiel erwähnt, das als Hasard bezeichnet und mit zwei Würfeln gespielt wurde. Es entwickelte sich mit der Zeit zu einem so beliebten Spiel, dass es im 17. und 18. Jahrhundert zu einem Synonym für Glücksspiel schlechthin wurde. Heute schreibt sich der englische Begriff Hazard (mit z statt s). In veralteten Ausgaben der deutschen Brockhaus-Enzyklopädie findet sich auch die Schreibweise „Hazard“.

## Charakteristik
Der Hasardeur gilt als ein Draufgänger mit wenig Verantwortungsbewusstsein. Er liebt das Risiko als Selbstzweck und ist nicht bestrebt, Werte über das Risiko hinaus zu verwirklichen. Er ist ein Glücksspieler, der das waghalsige Abenteuer zu seiner Lebensmaxime macht und dabei wenig Rücksicht nimmt auf eigenes und fremdes Leben. Hasardeure finden sich in so unterschiedlichen Lebensbereichen wie dem Glücksspiel, im Finanz- und Bankenwesen, in der Politik, beim Militär oder im Extremsport. Diktatoren, aber auch geldgierige Manager reißen bisweilen ihre Völker oder Firmen mit dieser Charaktereigenschaft in den Strudel unüberlegten, von Ehrgeiz, Geld- oder Machtgier getriebenen gefährlichen Handelns, das, im Übermaß betrieben, meist in Chaos, Staats- und Firmenpleiten und der Vernichtung vieler Existenzen endet.
Aus dem Glücksspielbereich fand der Begriff auch Eingang in die Psychologie, die Philosophie sowie in die heutige Risiko- und Wagnisforschung, wo er eine Glücksrittern verwandte Mentalität und Verhaltensweise charakterisiert. Nach der Sprachgebung von Marvin Zuckerman folgt der Hasardeur unter physiologischer Betrachtungsweise als „Sensation-Seeker“ einer Gefühlslage, die auf Reizmaximierung ausgelegt ist. Nach der Typologie von Siegbert A. Warwitz unterscheidet sich der Hasardeur unter psychologischen Gesichtspunkten als „Thrill-Sucher“, der den bloßen Nervenkitzel anstrebt, wesentlich von dem „Skill-Sucher“, dessen Wagnis auf einem den drohenden Gefahren angemessenem Kompetenzaufbau, auf Verantwortungsbewusstsein und Wertausrichtung basiert. Die Tendenz zum Eingehen immer größerer unverantwortlicher Risiken wird durch die damit erreichbare hohe Medienpräsenz gefördert. Sie wird häufig als ein Spezifikum unserer Zeit angesehen.  Sie ist jedoch ein Phänomen, das in allen Zeiten und Gesellschaften in zeitgemäßen Formen präsent war.

## Beispiele
- Der als „Kremlflieger“ bekannt gewordene Krankenpfleger Mathias Rust kann als Paradebeispiel eines Hasardeurs gelten: Um ein weltweites Aufsehen für seine Person zu erregen, unternahm er im Mai 1987 den Flug mit einem Kleinflugzeug durch die sowjetische Radarüberwachung und eine öffentlichkeitswirksame, nur durch einen Zufall technisch überhaupt mögliche Landung auf der Großen Moskwa-Brücke unweit des Roten Platzes in Moskau.[10] Er riskierte dabei nicht nur die Maschine seines Fliegerclubs, sondern auch die hohe Wahrscheinlichkeit, von der Flugabwehr abgeschossen zu werden, in einem sibirischen Gefangenenlager zu enden bzw. der deutschen Diplomatie für seine Freilassung erhebliche Probleme zu schaffen. Neben dem vornehmlich enormen Glücksumständen zu verdankenden kurzzeitigen Erfolg des Unternehmens erntete er vor allem eine Gefängnisstrafe, hohe Entschädigungsforderungen, einen unrühmlichen Ausschluss aus seinem Fliegerclub sowie einen lebenslangen Entzug seiner Pilotenlizenz wegen charakterlicher Unreife.
- Beim Seilbahnunfall von Cavalese versuchten zwei US-amerikanische Jetpiloten nahe dem Ort Cavalese in den Dolomiten am 3. Februar 1998 eine Seilbahn zu unterfliegen und diese waghalsige Tat auf Video zu dokumentieren, um sich damit in ihren Fliegerkreisen als tollkühne Piloten zu empfehlen.[11]  Das Unternehmen misslang. Es kam zum Unfall: Die Maschine durchtrennte das Tragseil der Bergbahn und riss 20 Menschen mit ihrer Gondel etwa hundert Meter in die Tiefe und in den Tod.[12] Die Piloten hatten für ihr Vorhaben gegenüber der Luftsicherheitsbehörde bewusst falsche Angaben gemacht und gegen eine Reihe weiterer Vorschriften verstoßen. Pilot und Navigator kamen in Haft und wurden unehrenhaft aus der Armee entlassen, auch wegen Vernichtung des Beweismaterials.

## Bewertung
Umgangssprachlich ist die Bezeichnung „Hasardeur“ negativ konnotiert. Sie verbindet sich im allgemeinen Verständnis mit Eigenschaften wie Rücksichtslosigkeit gegen sich selbst und andere, mit mangelnder Risikoeinschätzung und fehlendem Wertbewusstsein. Der Hasardeur wird als ein Glücksspieler verstanden, der, wie schon David Le Breton ausführte, sein Schicksal aus „Lust am Risiko“ weitestgehend fremden Faktoren wie dem Zufall überlässt.